# Need for Speed: Hot Pursuit
Ne doit pas être confondu avec Need for Speed III: Hot Pursuit ou Need for Speed: Hot Pursuit 2.
Need for Speed: Hot Pursuit est un jeu vidéo de course sorti fin 2010, développé par Criterion Games et édité par Electronic Arts pour PlayStation 3, Xbox 360, Wii, Microsoft Windows, iOS, Android, webOS, Windows Phone et Switch. C'est le seizième jeu de la licence Need for Speed, sorti en fin d'année 2010. Le jeu est un reboot de Need for Speed III: Poursuite Infernale (1998).
Le système de jeu est basé sur le choix du joueur d'incarner un policier ou un fuyard lors de courses suivant plusieurs modes de jeu. Le jeu se déroule dans la province fictive de Seacrest County, inspirée par les États Américains de l'Oregon, de la Californie et de Washington.
Une nouvelle version, baptisée Need for Speed: Hot Pursuit Remastered, est sortie le 6 novembre 2020, soit quasiment 10 ans après le lancement du premier. Ce jeu est sorti sur Microsoft Windows, PS4, Xbox One et sur Nintendo Switch. Il bénéficie d'une amélioration graphique générale et de la remise en ligne des serveurs multijoueur du jeu.

## Système de jeu

### Généralités
Need for Speed: Hot Pursuit se déroule dans la région fictive de Seacrest County, basé sur l'Ouest des États-Unis. Le jeu est en monde ouvert et propose environ 160 km de routes. Le joueur est soumit aux changements climatiques ainsi qu'à l'alternance jour-nuit.
Une nouvelle fonctionnalité appelé Autolog qui agit comme un réseau social dédié à Need for Speed. Cette plateforme intégrée permet de défier ses amis, recommander des courses ou encore obtenir des succès. Le site web qui permettait d'accéder à Autolog sur un navigateur a été fermé en juillet 2012 à la suite de la sortie de Need for Speed: Most Wanted.
Le jeu propose un mode carrière scindé en deux basé sur l'opposition (classique dans la série) entre les forces de l'ordre et les « racers ». Need for Speed: Hot Pursuit offre donc une conception duale, d'un côté, la possibilité d'incarner les forces de polices de Seacrest County, de l'autre les « racers » (ou « fuyards »).
Plusieurs types de courses sont disponibles. En tant que fuyard, le joueur sera tantôt amené à battre des chronos dans un mode contre-la-montre classique, à tenter d'échapper aux forces de l'ordre dans des poursuites avec classements, ou bien à participer à des courses simples sans présence policière. En incarnant les forces de l'ordre, le joueur est cette fois-ci incité à effectuer des interceptions musclées, ou bien à se rendre rapidement sur les lieux d'une intervention dans un mode contre-la-montre.
Need For Speed: Hot Pursuit innove par l'utilisation d'armes plus ou moins originales lors des affrontements racers/police. Les racers disposent de turbos, de herses, d'I.E.M. et de brouilleurs. Les forces de l'ordre disposent quant à elles de herses, de barrages routiers (avec des voitures bloquant le passage, soit Porsche Cayenne ou Ford Mustang), d'I.E.M. et d'hélicoptères.
La plupart des voitures, sous licence, sont disponibles à la fois en mode fugitif et policier. Le jeu ne bénéficie cependant pas des licences Ferrari ni d'un mode deux-joueurs en écran divisé. Il ne dispose pas non plus de système de modification des véhicules si ce n'est le changement de couleur de la carrosserie. Les voitures de traffic non-joueur sont basées sur de vrais modèles, tels que l'Audi A4, la Chevrolet Cobalt, le Porsche Cayenne, ou le Nissan Frontier.

## Bande-son
La bande-son de Hot Pursuit propose une bande son généraliste comme dans les jeux Need for Speed d'EA Black Box tels que Most Wanted, Carbon et Undercover, plutôt qu'une bande-son marquée comme dans ProStreet et Shift. La chanson "Edge of the Earth" de Thirty Seconds to Mars sert de générique au jeu. La musique du jeu jouée pendant les poursuites policières a été composée par Marios Takoushis et Vanesa Lorena Tate.
Les musiques faisant partie de la bande originale du jeu sont : 
- Thirty Seconds to Mars - Edge of the Earth
- Bad Religion - The Resist Stance
- Benny Benassi feat. Gary Go - Cinema
- Black Rebel Motorcycle Club - Conscience Killer
- Chiddy Bang - Opposite of Adults
- Deadmau5 feat. Sofi - Sofi Needs A Ladder
- Does It Offend You, Yeah? - All The Same
- Funeral Party - Giant Song
- Greenskeepers - Live Like You Wanna Live
- Hadouken! - Bombshock
- Killa Kela - Get A Rise
- Klaxons - Echoes
- Klaxons - Twin Flames
- Lazee feat. Dead By April - Stronger
- Lemonade - Big Weekend
- Lupe Fiasco feat. Matthew Santos - Shining Down
- Maximum Balloon feat. Theophilus London - Groove Me
- M.I.A. - Born Free
- New Politics - Yeah Yeah Yeah
- Pendulum - Watercolour
- Pint Shot Riot - Nothing From You (Redanka Remix)
- Plan B - Stay Too Long (Pendulum Remix)
- Teddybears - Devil’s Music
- Travis McCoy - Superbad (11:34)
- We Have Band - Divisive (Tom Starr Remix)
- White Lies - Bigger Than Us
- Weezer - Ruling Me

## Développement

### Passage de la licence chez Criterion Games
Durant l'E3 2009, John Riccitiello, CEO de la compagnie Criterion Games a laissé entendre qu'il travaillait sur un retour « révolutionnaire » de la série Need for Speed en déclarant qu'il ne travaillait pas sur un nouveau Burnout car son équipe de développement travaillait déjà sur un nouveau Need for Speed. Une sortie pour le quatrième trimestre de 2010 fut également dévoilé. Il fut officiellement annoncé lors de l'E3 2010 à partir d'une bande-annonce montrant une scène dans laquelle trois fuyards étaient poursuivis par des policiers. Il montrait également quelques attaques qu'il est possible de faire dans le jeu, comme appeler un hélicoptère ou déposer des herses. La bande-annonce fut suivie d'une démonstration sur scène d'une poursuite entre un fuyard et une police, la police étant le directeur Craig Sullivan et le fuyard le producteur Matt Webster. D'après John Riccitiello, le jeu était en développement depuis deux ans.

### Démo
Une version de démonstration composée de deux courses (une pour chaque « camp ») a été mise en téléchargement sur le Xbox Live et le PlayStation Network (PlayStation Store), jusqu'au 9 novembre 2010.

## Accueil

### Critique
- GameSpot: 8,5/10[12]
- IGN : 9/10[13]

### Récompenses
Need for Speed : Hot Pursuit a été nommé Meilleur Jeu de course de l'année au Video Games Awards 2010.